# Ängsön, Närpes
Ängsön är en del av en ö i Finland.   Den ligger i den ekonomiska regionen  Sydösterbotten och landskapet Österbotten, i den sydvästra delen av landet, 300 km nordväst om huvudstaden Helsingfors.
Ängsön sitter ihop med Järvön i norr genom ett smalt näs. I söder har de mindre holmarna Stånggrund och Långgrundet vuxit ihop med Ängsön. Viken mellan dessa holmar heter Stånggrundsviken. I öster ligger Eskö på andra sidan av det smala Eskö sund. I väster ligger Ängsögrundet och i nordväst Svärdsgrund. Ängsön har vägförbindelse med Eskö varifrån det går en vägfärja till Kaskö.